# Golfclub München Eichenried
Der Golfclub München Eichenried ist eine Golfanlage in der Gemeinde Moosinning (Landkreis Erding). Auf dem 150 Hektar großen Parkland Course finden seit der Platzeinweihung 1989 die BMW International Open statt. Seitdem wurde das Turnier mehr als 20-mal auf dem Gelände, als einziges Turnier der PGA European Tour in Deutschland, ausgetragen.

## Geschichte
Horst W. Ernst gründete am 19. März 1987 den Golfclub München-Nord Eichenried. Der Baubeginn der vom Architekten Kurt Roßknecht konzipierten und gestalteten Golfanlage mit damals ca. 80 ha Fläche erfolgte 1988. 1989 fand auf dem 18-Loch-Meisterschaftsplatz das erste PGA-Turnier „BMW International Open“ statt. Neben fünf Topspielern aus den USA nahm unter anderem auch Bernhard Langer teil. Vor 35.000 Zuschauern gewann David Feherty aus Nordirland das Turnier. Seitdem fand das internationale PGA Turnier über 20-mal in München Eichenried statt. Neben internationalen Spielern wie Greg Norman, Lee Westwood, Miguel Ángel Jiménez und Henrik Stenson gewann im Jahr 2008 der deutsche Golfspieler Martin Kaymer das Turnier.
Im Jahr 2002 erfolgte eine Platzerweiterung auf 27 Löcher (Kurs A, B und C), sowie die Eröffnung einer eigenen Golfschule. Seit 2007 ist der Leistungssport mehr in den Fokus gerückt. Der Golfclub wurde 2015 mit dem Gold-Zertifikat „Qualitätsmanagement Nachwuchsförderung“ des Deutschen Golf Verbandes (DGV) ausgezeichnet.
Der Verein nahm in der 1. Bundesliga der Damen und Herren sowie der Deutschen Golf Liga teil. Der Trainer Ken Williams erhielt 2014 den Titel „BGV-Trainer des Jahres“ und „PGA Youth Professional of the year“. Im Bereich der Nachhaltigkeit beteiligt sich der Golfclub seit mehreren Jahren an dem DGV-Qualitätsmanagement „Golf & Natur“ und erhielt 2012 ein Gold-Status-Zertifikat. Die folgende Liste zeigt die bisherigen Präsidenten und die Länge ihrer Amtszeit.
| Name      | Vorname        | von        | bis        |
| --------- | -------------- | ---------- | ---------- |
| Stadler   | Georg          | 09.03.1988 | 19.03.1991 |
| Süss      | Dr. Winfried   | 19.03.1991 | 26.03.1992 |
| Fickert   | Kai            | 26.03.1992 | 22.02.1994 |
| Flick     | Alexander      | 22.02.1994 | 19.031997  |
| Freitag   | Hans-Georg     | 19.03.1997 | 22.05.2007 |
| Löschhorn | Karl-Friedrich | 22.05.2007 | heute      |

## BMW International Open
Die BMW International Open ist ein Turnier der PGA European Tour und wird seit 1989 im GC München Eichenried ausgetragen. Von 1994 bis 1996 fand das Turnier im GC St. Eurach sowie von 2012 bis 2018 im jährlichen Wechsel auf Gut Lärchenhof in Pulheim statt. Seit 2019 wird das Turnier ausschließlich in Eichenried ausgetragen.
Während der BMW International Open setzt sich der Kurs aus einer Kombination aller drei vorhandenen Kurse zusammen und präsentiert sich als ein 72-Par–Platz mit einer Länge von 6.366 Metern. Insgesamt werden 2 Millionen Euro Preisgeld ausgeschüttet, von denen der Sieger des Turniers 333.330 Euro erhält. Dem Gewinner von 2001, John Daly, gelang die bisher beste Gesamt-Turnierleistung mit 261 Schlägen, also 27 Schläge unter Par. Der einzige deutsche Gewinner des Turniers war 2008 Martin Kaymer. Im Schnitt hat eine Turnierwoche 60.000 Zuschauer.

## Platzbesonderheiten

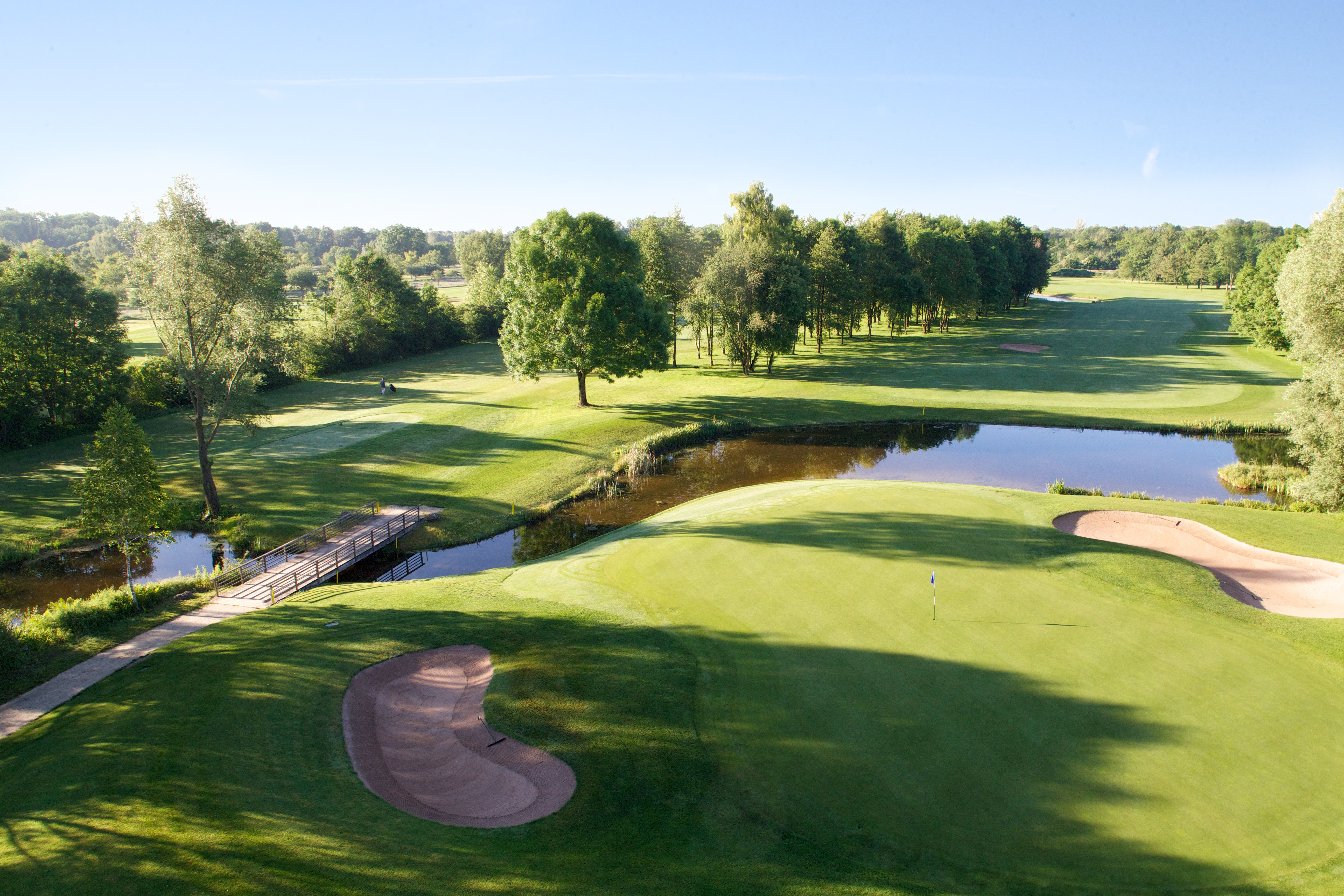
Luftaufnahme Spielbahn B9 GC Eichenried

Die Golfanlage des GC Eichenried besteht aus drei Kursen (A, B und C), die sich jeweils in neun Löcher unterteilen. Im Normalfall werden zwei Kurse für eine 18-Loch-Schleife und ein 9-Loch-Kurs von den Verantwortlichen festgelegt. Somit ergibt sich die Möglichkeit, drei verschiedene 18-Loch-Plätze anzubieten. Zusätzlich verfügt die Anlage über einen 6-Loch-Kurzplatz, eine Driving Range und einige Übungsflächen für das kurze Spiel. Insgesamt sind auf der Anlage 103 Bunker, zahlreiche Wasserhindernisse und 12 Mitarbeiter im Einsatz (Stand 2017). Der Golfplatz nimmt eine Gesamtfläche von rund 150 Hektar ein, auf denen sich die Spielbahnen mit einer Gesamtlänge von circa 10.000 Metern verteilen.

## Sport

### Deutsche Golf Liga
2016 stieg das Herrenteam des GC München Eichenried in die 1. Bundesliga der Kramski Deutsche Golf Liga auf. Dort spielte das Team in der 1. Bundesliga Süd gegen die Vereine GC St. Leon-Rot e.V., GC Herzogenaurach, GC Mannheim-Viernheim und den Stuttgarter GC Solitude. Das Team der Frauen spielte in der 2. Bundesliga und erreichte 2016 den zweiten Platz.

### Erfolge
| Erfolge im Jugendbereich | 2014 Deutscher Meister und Europameister der Mid-Amateure: Alexander Koller |
|                          | 2014 Deutscher Meister AK14: Moritz Lammel                                  |
|                          | 2010 und 2014 deutscher Vizemeister: Jungenmannschaft AK14                  |
|                          | 2015 German Boys- und DGV Jugendranglistengewinner: Thomas Rosenmüller      |
|                          | 2016 deutscher Vizemeister und European Junior Gewinner: Florian Horder     |
| Auszeichnungen           | 2013 vorbildliche Talentförderung verliehen vom DOSB                        |
|                          | 2014 PGA Youth Coach of the Year: Ken Williams                              |
|                          | 2015 Goldstandard für Jugendarbeit des GC München Eichenried                |

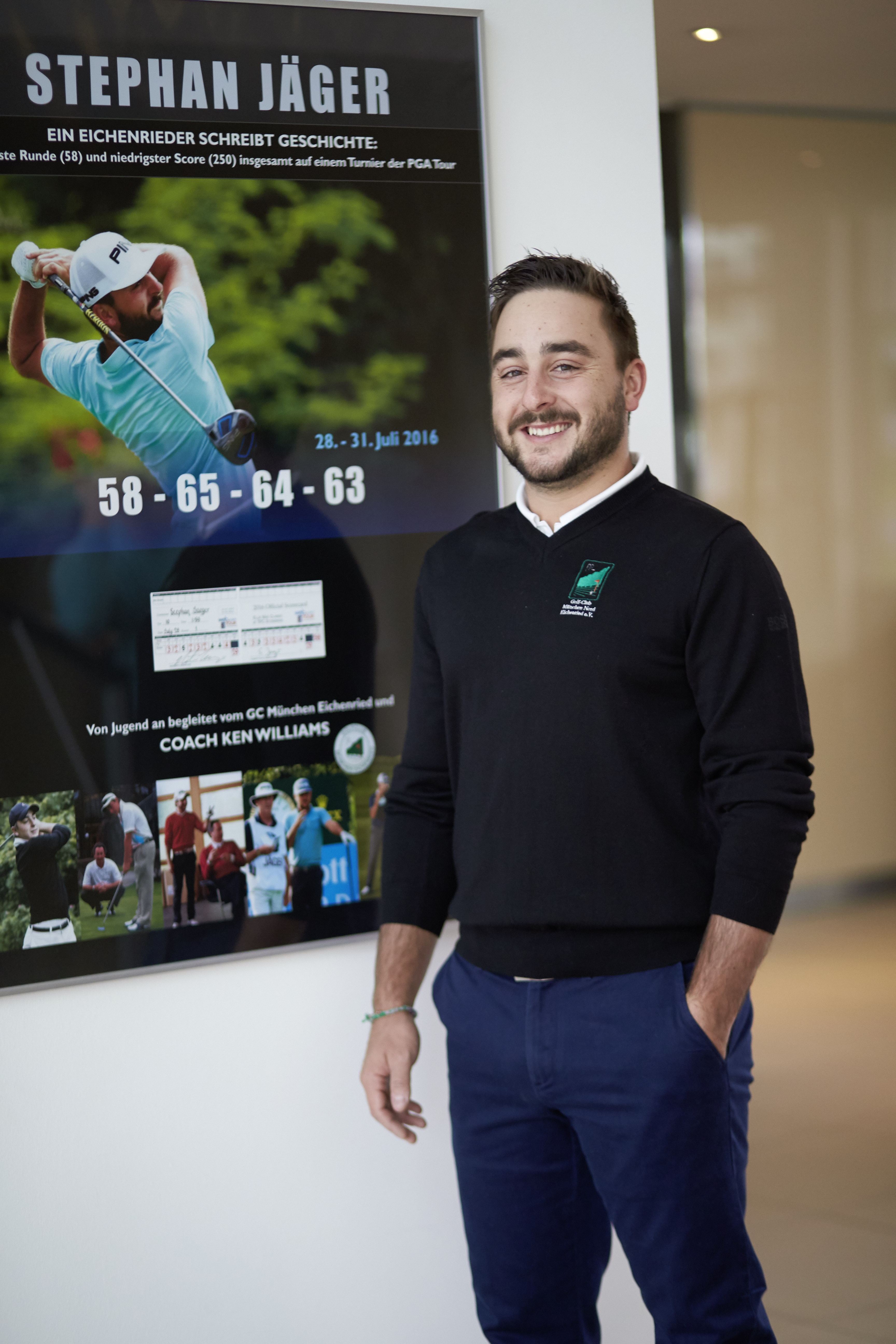
Stephan Jäger in Eichenried

Seit 2007 stellte der GC München Eichenried neun bayrische Meister in der Jugend. 
2007 gewann Stephan Jäger den ersten bayrischen Meistertitel der Jugend. Seit 2016 spielt er in der zweiten amerikanischen Liga, der Web.com Tour.

## Leading Golf Courses of Germany
Der Golfclub München Eichenried ist Mitglied der “Leading Golf Courses of Germany e. V.”, dem Verbund gehören in Deutschland derzeit 36 Golfclubs an.